# Томаш Тавареш
Томаш Франку Тавареш (порт. Tomás Franco Tavares, нар. 7 березня 2001, Пеніше) — португальський футболіст кабовердійського походження, правий захисник клубу АВС.

## Клубна кар'єра
Народився 7 березня 2001 року в місті Пеніше. Вихованець футбольної школи клубу «Бенфіка». З літа 2019 року став виступати у складі другої команди клубу. Дебютував за неї 23 серпня  року в поєдинку проти «Олівейренсе» (2:1).
25 вересня у поєдинку Ліги чемпіонів проти німецького «РБ Лейпцига» Тавареш дебютував за основний склад. 28 вересня в матчі проти «Віторії» (Сетубал) він дебютував у Сангріш-лізі. У цьому ж поєдинку Нуну забив свій перший гол за «Бенфіку».
Відіграв за лісабонський клуб 12 матчів у національному чемпіонаті, після чого восени 2020 року був відданий в оренду до Іспанії, де став гравцем «Алавеса». В Іспанії не мав достатньо ігрового часу і в січні 2021 року був орендований португальським «Фаренсе», де грав до завершення сезону 2020/21.
31 серпня 2021 року був орендований «Базелем» на один рік з можливістю повного викупу. Дебют за команду відбувся 12 вересня 2021 року проти команди «Лугано» (1:1).
У січні 2023 року підписав контракт на 3,5 роки з московським «Спартаком».
Після піврічної оренди в австрійському ЛАСКу, у січні 2025 року Тавареш повернувся до Португалії, де приєднався до клубу АВС.

## Виступи за збірні
2017 року дебютував у складі юнацької збірної Португалії (U-17). У 2018 році з нею взяв участь у юнацькому чемпіонаті Європи в Англії. На турнірі він зіграв у трьох матчах, а португальці сенсаційно не вийшли з групи. Згодом разом зі збірною до 19 років завоював срібні медалі юнацького чемпіонату Європи у Вірменії. На турнірі він зіграв у всіх п'яти матчах. Загалом на юнацькому рівні взяв участь у 37 іграх.
З 2019 року залучався до складу молодіжної збірної Португалії. На молодіжному рівні зіграв у 9 офіційних матчах.